# Sâmbăta de Sus (gmina)
Sâmbăta de Sus – gmina w Rumunii, w okręgu Braszów. Obejmuje miejscowości Sâmbăta de Sus i Stațiunea Climaterică Sâmbăta. W 2011 roku liczyła 1581 mieszkańców. 